# Rockland (Ontario)
Pour les articles homonymes, voir Rockland.
Rockland est une localité franco-ontarienne intégrée dans la municipalité de Clarence-Rockland en 2001. Elle est située à 25 kilomètres à l'est d'Ottawa.

## Histoire

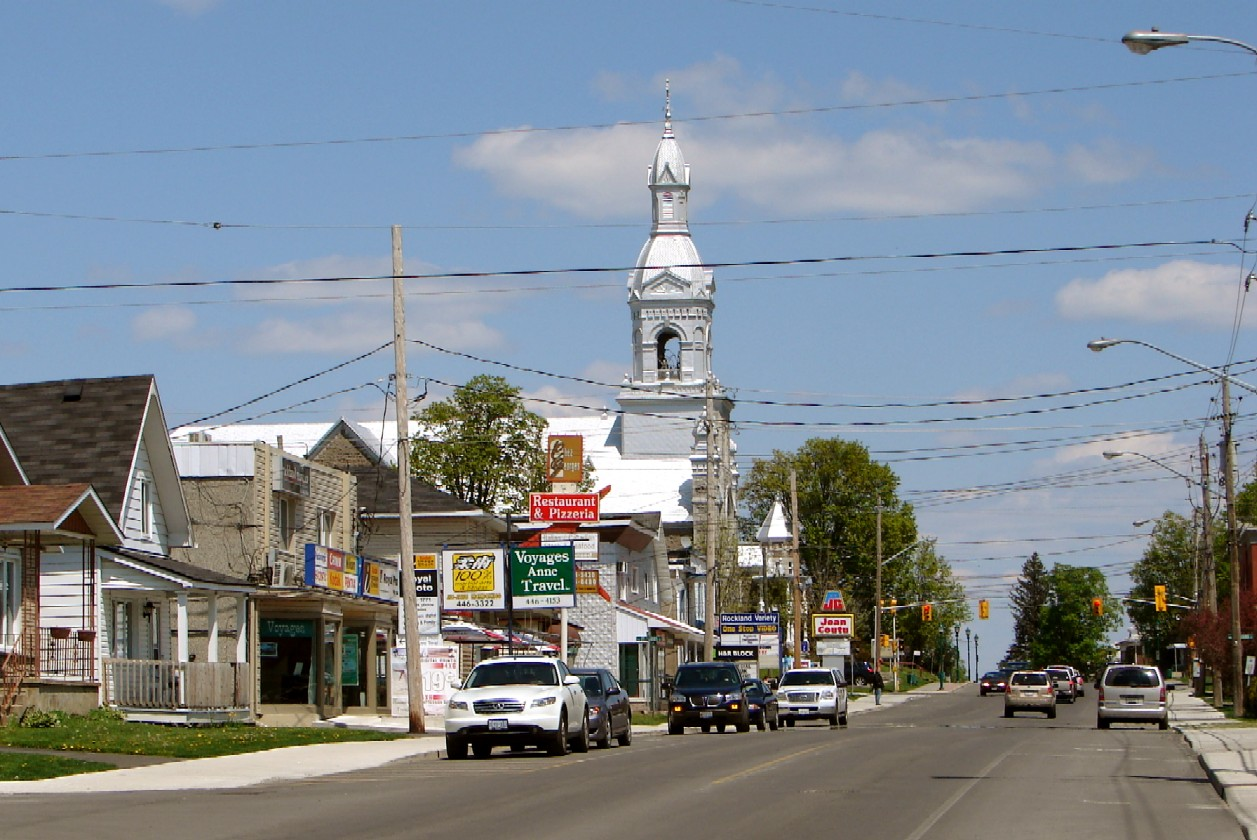
Rue Laurier à Rockland

En 1868, un moulin fut construit par William Cameron Edwards sur la rivière des Outaouais, suivi d'un arrêt pour le Grand Tronc en 1888. Edwards, qui avait en sa possession les droits de coupes de bois dans la région, a été le premier facteur. C'est ainsi qu'il nomma la ville, à cause de son milieu rocheux.

## Population
Le nombre de personnes qui vivent sur le territoire selon Statistique Canada.
| Recensement | Population | Changement (%) |
| ----------- | ---------- | -------------- |
| ???         | ???        | ??,?%          |

Les langues officielles de Rockland sont le français et l'anglais.
| # | Langue maternelle   | Locuteurs | %     |
| - | ------------------- | --------- | ----- |
| 1 | Français seulement  | ???       | ??,?% |
| 2 | Anglais seulement   | ???       | ??,?% |
| 3 | Anglais et Français | ???       | ??,?% |
| 4 | Inuktitut           | ???       | ??,?% |
| 5 | Autre(s) langue(s)  | ???       | ??,?% |
| - | Population totale   | ???       | ??,?% |

## Culture
Le groupe Mastik, originaire de Rockland, expérimente la chanson allant du reggae au rock progressif. Il sort un premier disque intitulé Mille Morceaux en 2012.

## Société
Le Salon des vins et de la gastronomie de Prescott et Russell se tient à Rockland en septembre depuis 2009. Parmi les personnalités de Rockland, mentionnons Jean-Marc Lalonde, maire de Rockland et député provincial de Glengarry-Prescott-Russell.